# Zeeland
Zeeland (/ˈziːlənd/; phát âm tiếng Hà Lan: [ˈzeːlɑnt] ⓘ, phương ngữ Zeeland: Zeêland [ˈzɪə̯lɑnt]) là tỉnh cực tây của Hà Lan. Tỉnh này, tọa lạc tại phần tây nam đất nước, gồm một số đảo và bán đảo (tên tỉnh có nghĩa là "đất biển") và có một phần biên giới giáp các tỉnh West-Vlaanderen và Oost-Vlaanderen của Bỉ. Thủ phủ là Middelburg. Diện tích chừng 2.930 kilômét vuông (1.131,28 dặm vuông Anh), trong đó gần 1.140 kilômét vuông (440,16 dặm vuông Anh) là nước, dân số khoảng 380.000 người.
Đa phần Zeeland nằm dưới mực nước biển. Trận lụt lớn cuối cùng trong vùng là vào năm 1953. Du lịch là hoạt động kinh tế quan trọng trong tỉnh. Vào mùa hè, những bãi biển tại đây là mục tiêu của khách du lịch. Huy hiệu của Zeeland có hình một con sư tử trồi lên từ nước, với dòng chữ "luctor et emergo" (tiếng Latinh nghĩa "Tôi đấu tranh và tôi nổi lên"). Đất nước New Zealand được đặt theo tên Zeeland (không phải Zealand (Sjælland) tại Đan Mạch, mà đôi khi bị nhầm lẫn).